# Geraldine Fitzgeraldová
Geraldine Mary Fitzgeraldová (nepřechýleně Fitzgerald; 24. listopadu 1913 Greystones – 17. července 2005 New York) byla irsko-americká herečka, která se prosadila v Hollywoodu, jehož hvězdou 30. a 40. let 20. století byla.
Do filmu nakoukla již v Anglii, ale v roce 1938 odešla do Spojených států, kde vystupovala na Broadwayi. Zde si ji všiml filmový producent Hal B. Wallis a nabídl jí smlouvu s Warner Brothers. Rychle udělala kariéru, již v roce 1940 byla nominovaná na Oscara za roli ve snímku Na větrné hůrce. K jejím dalším známým filmům patří Hořké vítězství (1939), Watch on the Rhine (1943), The Strange Affair of Uncle Harry (1945) nebo Nikdo nežije věčně (1946). Na konci 40. let se přehrála do charakterních rolí, z jejího pozdního díla vynikají snímky Ten North Frederick (1958), Zastavárník (1964), Rachel, Rachel (1968), Harry a Tonto (1974), nebo komedie Arthur (1981), kde ztvárnila bohatou excentrickou babičku hlavního hrdiny (v podání Dudleyho Moora). Broadway nikdy neopustila a získala díky tomu dvě ceny Tony. Věnovala se i divadelní režii a v roce 1982 se stala první ženou nominovanou na cenu Tony za režii. V roce 1975 získala cenu Emmy za vystoupení v dětském pořadu NBC Special Treat.
Roku 1955 se stala americkou občankou. V roce 1960 získala svou hvězdu na hollywoodském chodníku slávy.